# غيرارد شيبارد
غيرارد شيبارد (بالإنجليزية: Gerrard Sheppard)‏ هو لاعب كرة قدم أمريكية ولاعب كرة قدم كندية أمريكي، ولد في 16 نوفمبر 1990 في أوينغس ميلس في الولايات المتحدة.

## وصلات خارجية
- غيرارد شيبارد على موقع مرجع كرة القدم المحترفة.كوم (الإنجليزية)